# Fortunate Son
«Fortunate Son» — антивоенная песня американской группы Creedence Clearwater Revival из их альбома Willy and the Poor Boys, записанного в 1969 году. Сингл был выпущен совместно с песней «Down on the Corner» в сентябре 1969 года.
На написание песни Джона Фогерти вдохновил в 1968 году Дэвид Эйзенхауэр, внук Дуайта Эйзенхауэра и зять президента Ричарда Никсона. В интервью Rolling Stone Фогерти сказал:

Джули Никсон ошивалась с Дэвидом Эйзенхауэром, и у тебя было чёткое ощущение, что никто из них не собирался принимать участие в войне. В 1968 году большинство населения полагало, что боевой дух в войсках был высок, и восемьдесят процентов из них поддерживало войну. Но некоторым из нас, кто внимательно следил [за событиями], нам просто было понятно, что нас ждут неприятности.
Оригинальный текст (англ.)Julie Nixon was hanging around with David Eisenhower, and you just had the feeling that none of these people were going to be involved with the war. In 1968, the majority of the country thought morale was great among the troops, and eighty percent of them were in favor of the war. But to some of us who were watching closely, we just knew we were headed for trouble
22 ноября 1969 года песня достигла 14-й позиции в чартах США, за неделю до того, как Billboard изменил методику расчёта для «двухсторонних синглов». На следующей неделе обе песни достигли 9-й, а 20 декабря 1969 года — 3-й позиции. В декабре 1970 года песня получила премию Золотой диск от Американской ассоциации звукозаписывающих компаний. Журнал Pitchfork Media разместил её под номером 17 в списке «200 величайших песен 1960-х» (англ. The 200 Greatest Songs of the 1960s). Песня также находится на 99 месте в списке «500 величайших песен всех времён» по версии журнала Rolling Stone.
Каверы и ремиксы песни впоследствии были записаны такими музыкантами и коллективами, как Foo Fighters, Джо Линн Тёрнер, U2, Dropkick Murphys, 38 Special, Circle Jerks, Pearl Jam, Corrosion of Conformity, Cat Power, Minutemen, Кид Рок, Брюс Спрингстин, Скотт Степп, Боб Сигер, Брэнди Карлайл и Clutch .
Песня звучит в таких фильмах, как «Форрест Гамп», «Крепкий орешек 4.0» и «Отряд самоубийц», «Маньчжурский кандидат», «Морской бой» эпизодах телесериалов «Сыны анархии» и «Чак», «Удача Логана», а также во многих компьютерных играх.